# Saint-Leu (Réunion)
Saint-Leu is een gemeente in Réunion en telt 28700 inwoners (2005). De oppervlakte bedraagt 118,37 km², de bevolkingsdichtheid is 242 inwoners per km².

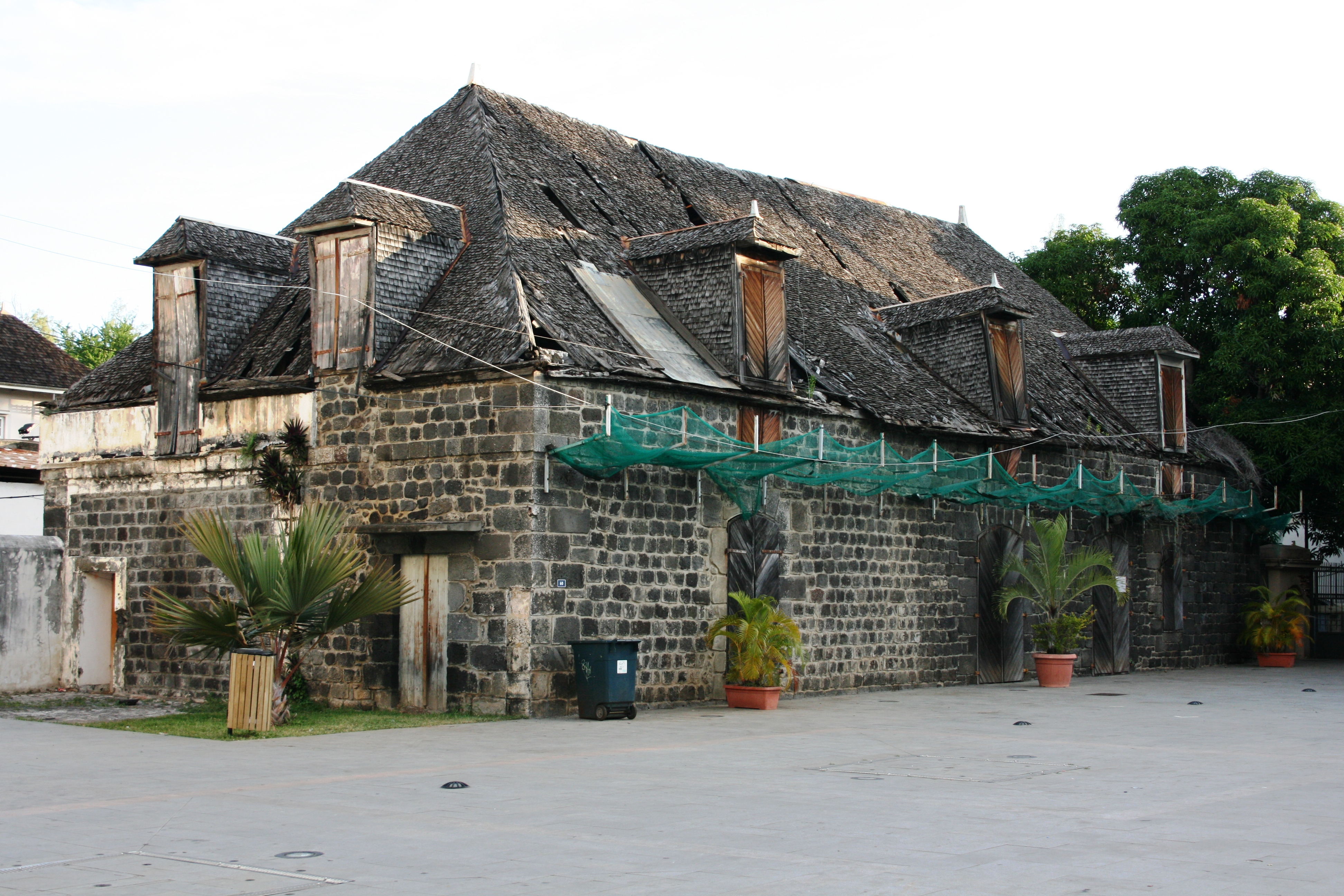
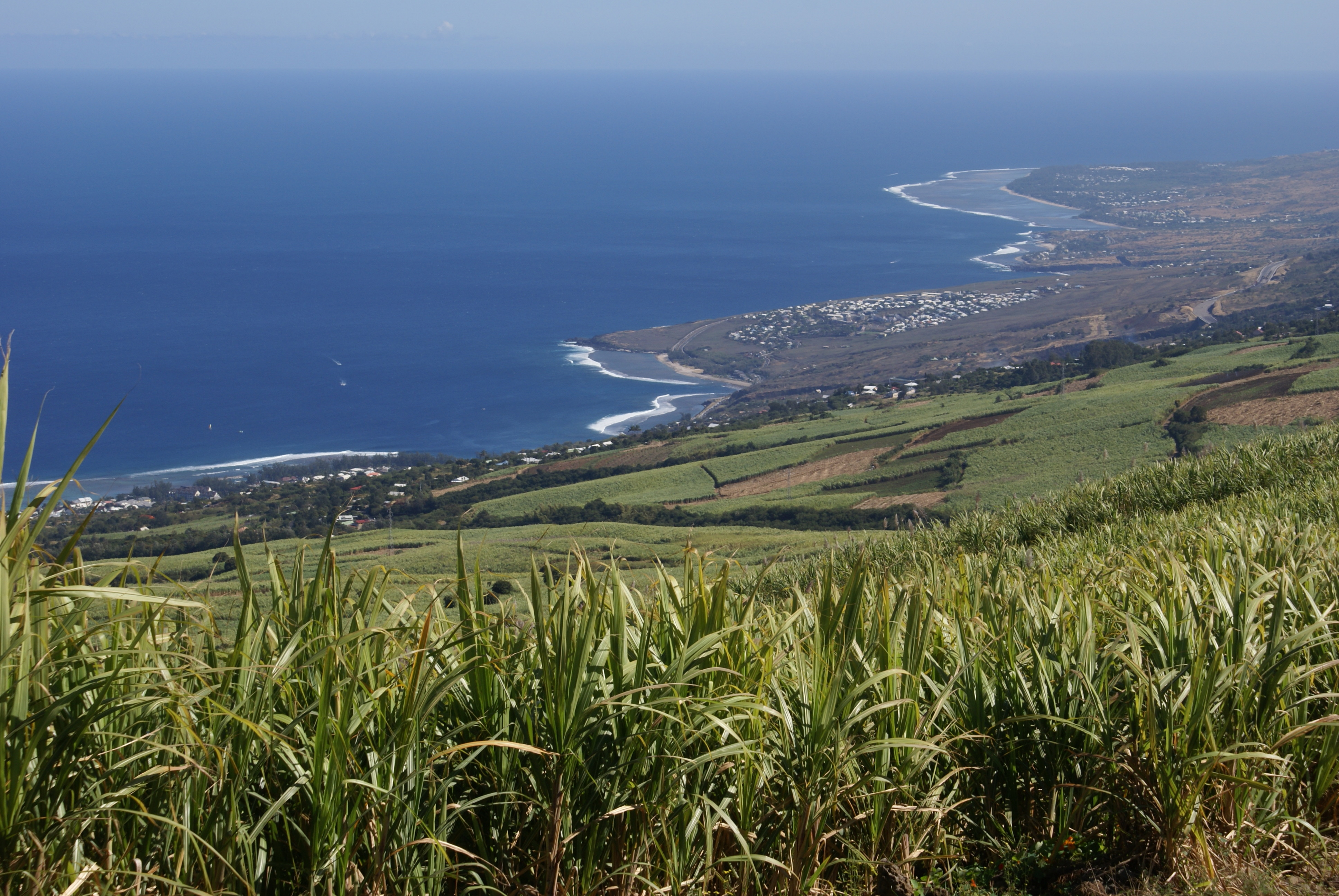
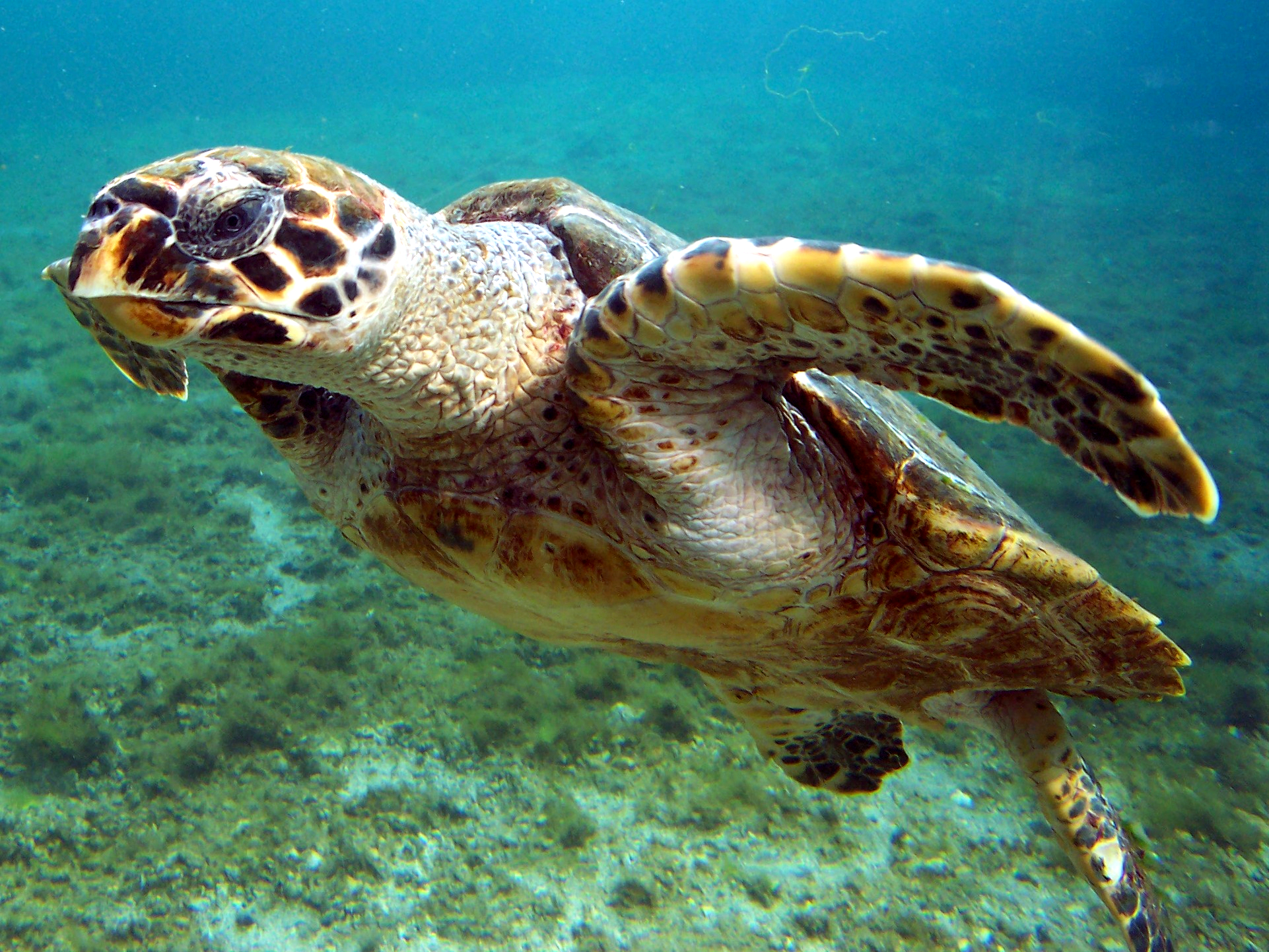
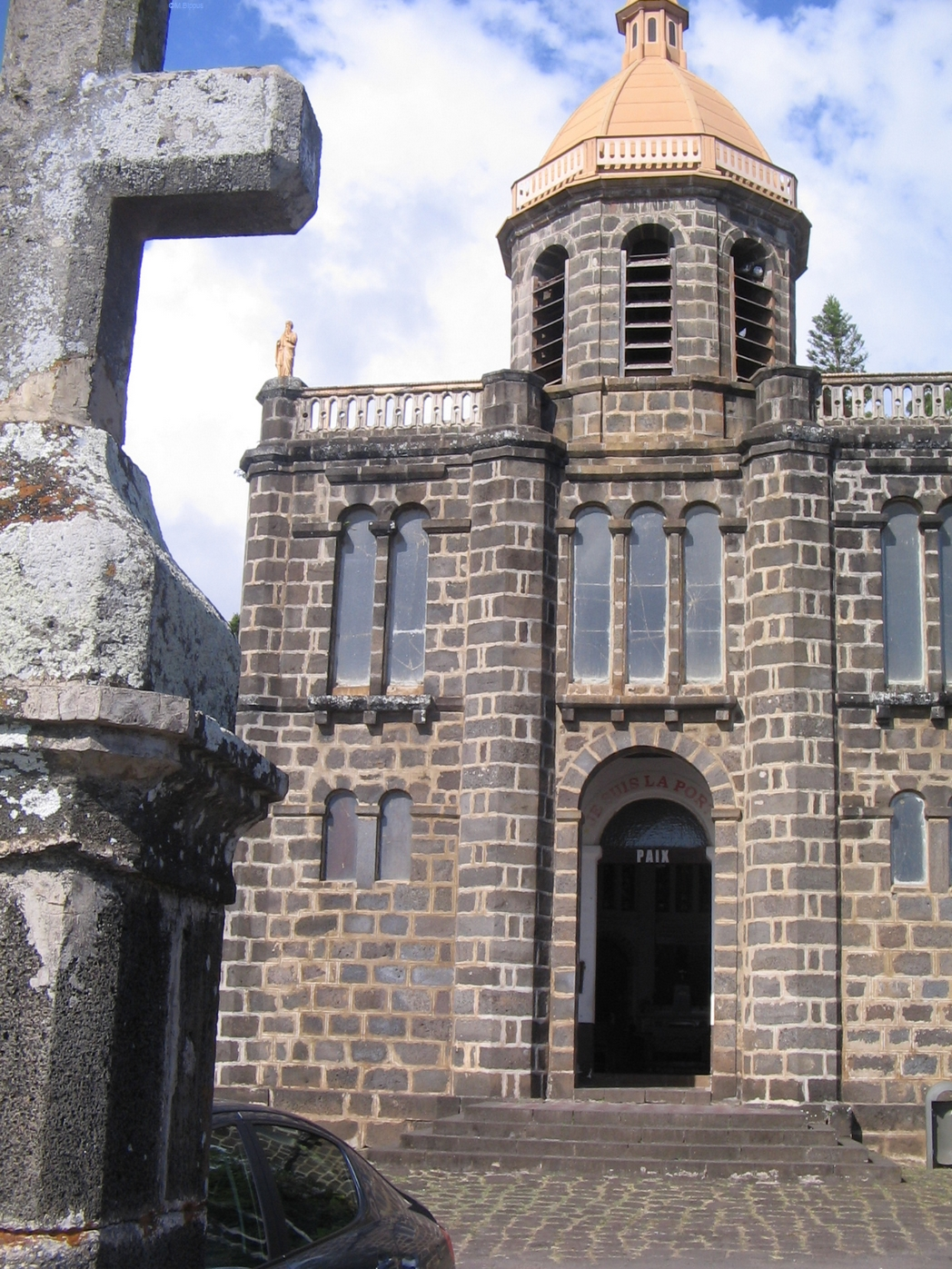
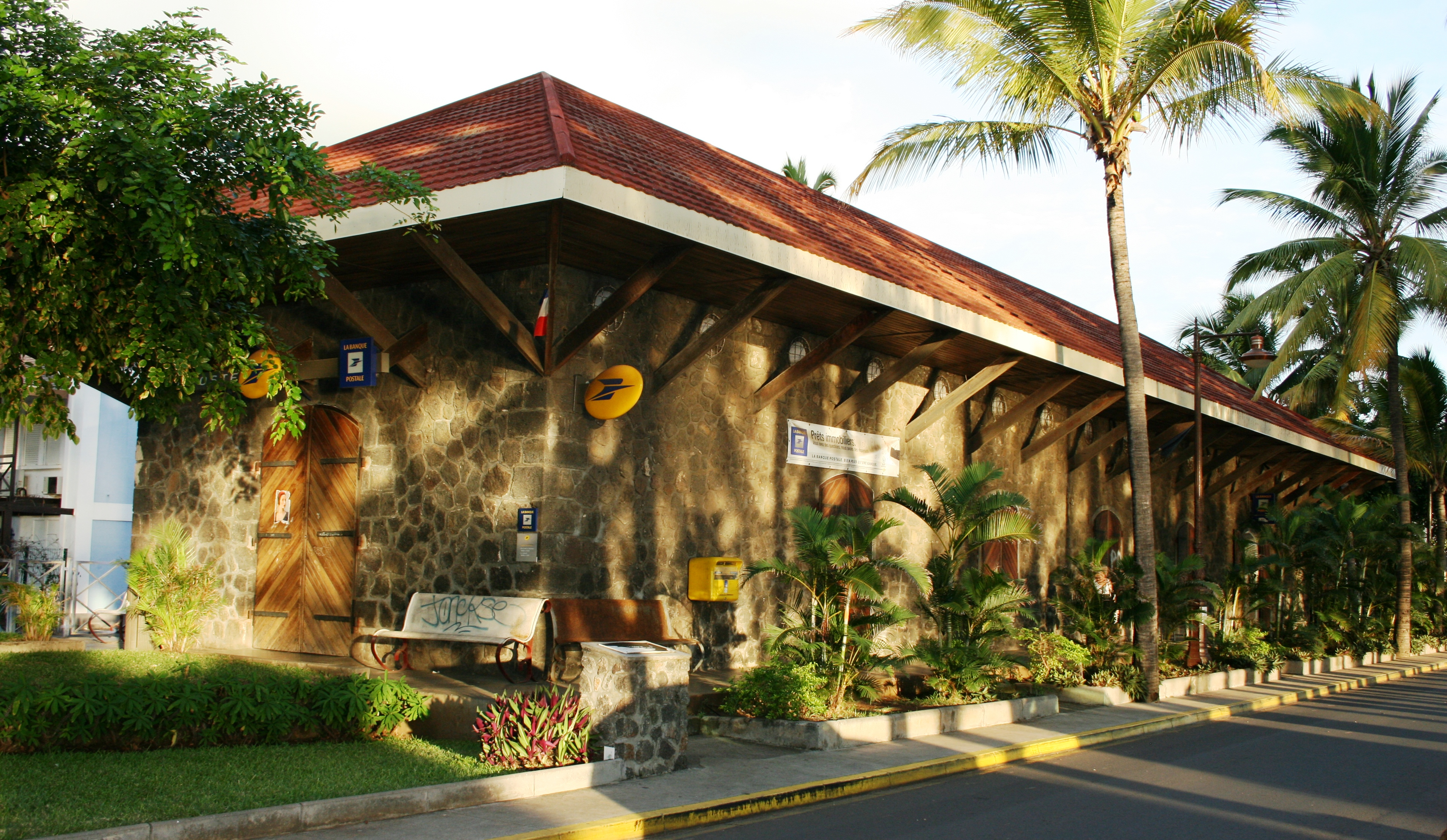
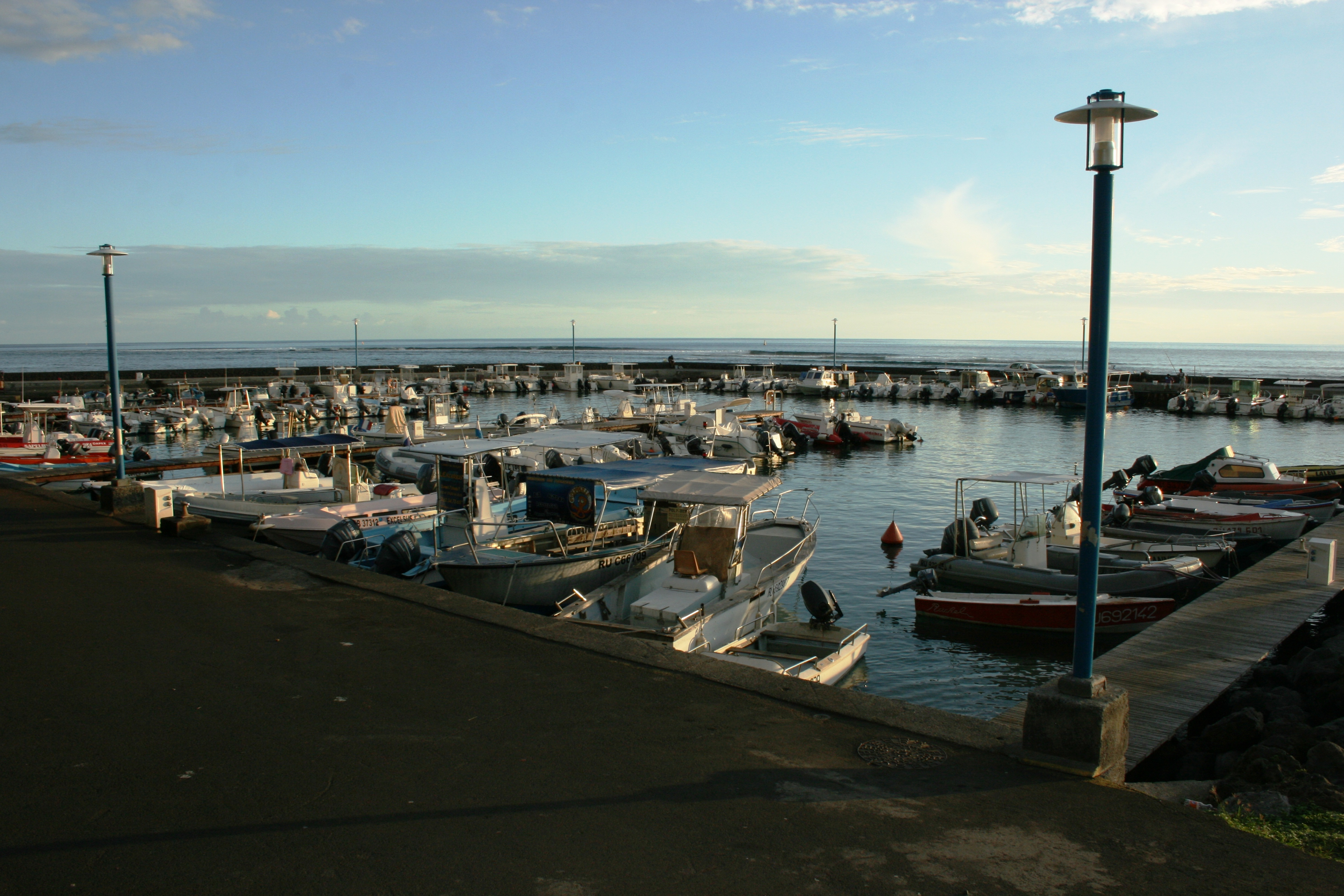
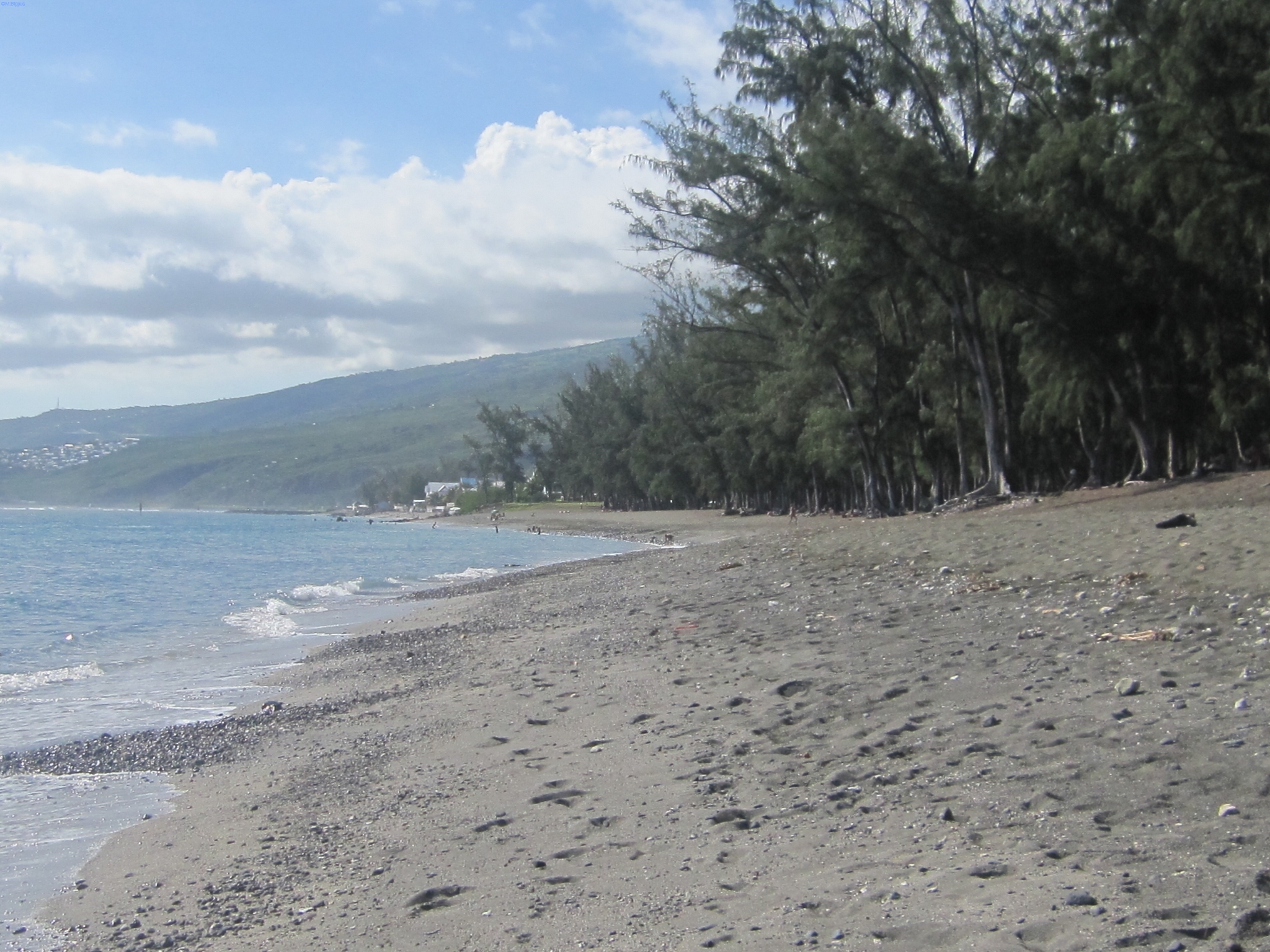